# Severní Evropa

Severní Evropa

Severní Evropa je severní část evropského kontinentu. V různých obdobích byla často rozdílně definována, v dnešní době je její vymezení ustáleno na:
- Severské státy (Nordické země), jež zahrnují Dánsko, Finsko, Island, Norsko, Švédsko, Alandy, Faerské ostrovy, Špicberky a Rusko (Karelská republika, Republika Komi)
- Baltské státy, tj. Litva, Lotyšsko, a Estonsko.

Organizace spojených národů do severní Evropy nadto řadí Spojené království a Irsko.

## Charakteristika států
Tento region s poměrně nízkým zalidněním je ekonomicky velmi různorodý. Norsko, Finsko, Švédsko, Dánsko i Island udržely krok s rozvíjející Evropou, takže dnes patří mezi vyspělé země Evropy. Na druhé straně příslušnost k Sovětskému svazu zapříčinila poměrnou zaostalost Pobaltských republik.
Severní Evropa je poměrně bohatá na přírodní suroviny. Jehličnaté lesy Švédska a Finska poskytují materiál pro výrobu papíru a stavebnictví, prudké řeky pohánějí mnoho vodních elektráren a pod hladinou Severního moře byla objevena ložiska ropy a zemního plynu. Nachází se zde také naleziště nerostů a kovů – železa, mědi či cínu.

## Státy severní Evropy
- Dánsko
- Estonsko (často řazeno také do východní Evropy)
- Finsko
- Island
- Litva (často řazena také do východní Evropy)
- Lotyšsko (často řazeno také do východní Evropy)
- Norsko
- Švédsko

### Závislá území
- Alandy (Finsko)
- Jan Mayen (Norsko)
- Kaliningradská oblast (Rusko)
- Faerské ostrovy (Dánsko)
- Špicberky (Norsko)